# علي عبد الحميد
علي عبد الحميد (1984) ممثل عراقي

## حياته
بدأ بدراسة الفن في  أكاديمية الفنون الجميلة جامعة بغداد وتخرج عام 2007.

## مشواره المهني
في بدايته تلقى دعما من صاحب نعمة الذي ساعده بدخول الفن واستاذه في الكلية خالد علي مصطفى
انطلاقته في التمثيل كانت في مسلسل سبع عيون مع المخرج أركان جهاد والذي عرض على قناة السومرية قدم العديد من الأدوار أبرزها شخصية يسار في مسلسل إعلان حالة حب وناظم الغزالي في مسلسل سليمة باشا 

## أعماله

### في التلفزيون
| سنة الإنتاج | اسم المسلسل               | الشخصية        |
| ----------- | ------------------------- | -------------- |
| 2024        | عالم الست وهيبة 2         | (ستار)         |
| 2019        | الفندق                    | (سنان)         |
| 2019        | الأصدقاء (برنامج)         |                |
| 2012        | بنت المعيدي               |                |
| 2012        | سليمة باشا                | (ناظم الغزالي) |
| 2011        | الباب الشرقي              |                |
| 2009        | إعلان حالة حب             | (يسار)         |
| 2008        | عندما تسرق الأحلام        | (سنان طارق)    |
| 2007        | جرن الشاويش               |                |
| 2007        | قميص من حلك الذيب         | (ليث)          |
| 2007        | المصير القادم             |                |
| 2006        | عائلة في زمن العولمة (ج2) |                |
| 2006        | سبع عيون                  |                |